# Dół
Dół – wieś w Polsce, położona w województwie warmińsko-mazurskim, w powiecie iławskim, w gminie Iława nad jeziorem Iławskim. Jest siedzibą sołectwa.

## Historia
Miejscowość powstała po 1525 roku. Założona pod nazwą Daulen Dorf przez grafa o nazwisku von Finckenstein. Pierwszymi osadnikami były również osoby o polskich nazwiskach. W 1830 roku powstała w Dole szkoła. W XIX wieku we wsi była czynna cegielnia. Przed II wojną światową w miejscowości znajdowało się 16 gospodarstw, a 2 dalsze położone były przy drodze do miejscowości Ławice.
W latach 1975–1998 miejscowość administracyjnie należała do województwa olsztyńskiego.